# Sultanismo
Sultanismo es un modo de gobierno autoritario que se caracteriza por la presencia personal del gobernante en todos los elementos del poder. Puede que el gobernante no esté presente en la vida social o económica, y en consecuencia exista cierto pluralismo en estas áreas, pero siempre estará presente en todo lo referente al poder político.
"... La realidad esencial en un régimen sultanístico es que todos los individuos, grupos e instituciones están sujetos permanentemente a la impredecible y despótica intervención del sultán, y en consecuencia, todo pluralismo es precario." Linz y Stepan, Modern Nondemocratic Regimes, en Problems of Democratic Transition and Consolidation (Baltimore: Johns Hopkins University Press, 1996).
En el sultanismo, el sultán puede adoptar una ideología directriz, pero nunca se siente atado por ninguna norma o ideología, ni siquiera las propias. El sultán puede usar cualquier grado de fuerza para ejercer su voluntad personal, se trate de paramilitares o bandas. Los ejemplos más claros de sultanismo son Haití bajo los Duvalier, la República Dominicana bajo el régimen de Trujillo, Nicaragua y los Somoza, El Salvador con Nayib Bukele, la República Centroafricana con Bokassa, Filipinas con Ferdinand Marcos, Irán bajo el Sah, Rumania con Ceausescu y Corea del Norte con Kim Il-sung.